# Новоургагарское сельское поселение
Новоургагарское се́льское поселе́ние — муниципальное образование в Алькеевском районе Татарстана Российской Федерации.
Административный центр — село Новые Ургагары.

## География
Расположено на северо-востоке района. Граничит с Базарно-Матакским, Старочелнинским, Староалпаровским, Старокамкинским, Нижнеалькеевским, Тяжбердинским сельскими поселениями.
Основные реки - Вершина Актая, Актай, а также Маляша (бассейн р. Мал. Черемшан).
По территории проходит автодорога 16К-0248 "Базарные Матаки – Мамыково" (часть маршрута Баз. Матаки – Нурлат), от которой отходит тупиковая дорога Нов. Ургагары – Бибаево-Челны.

## История
Статус и границы сельского поселения установлены Законом Республики Татарстан от 31 января 2005 года № 10-ЗРТ «Об установлении границ территорий и статусе муниципального образования "Алькеевский муниципальный район" и муниципальных образований в его составе».

## Население
| 2010 | 2011 | 2012 | 2013 | 2014 | 2015 | 2016 |
| ---- | ---- | ---- | ---- | ---- | ---- | ---- |
| 296  | ↘295 | ↗301 | ↗305 | ↗318 | ↗325 | ↗340 |
| 2017 | 2018 |      |      |      |      |      |
| ↘337 | ↗338 |      |      |      |      |      |

## Состав сельского поселения
| № | Населённый пункт | Тип населённого пункта       | Население (2010) |
| - | ---------------- | ---------------------------- | ---------------- |
| 1 | Новые Ургагары   | село, административный центр | 178              |
| 2 | Старые Ургагары  | село                         | 118              |

Оба села фактически слились в единый населённый пункт.